# 臨港集團
上海临港经济发展 (集团) 有限公司簡稱臨港集團或上海临港经济发展集团（上交所：600848），是中華人民共和國上海市上海市国有资产监督管理委员会管理的一家國有企業，成立於2003年9月。該企業負責運營臨港產業區、漕河涇開發區等十多個產業區的開發和運營。

## 外部連結
- 官方网站